# Rozrusznik oporowy

Schematyczne przedstawienie silnika pierścieniowego z przyłączonym trójfazowym rozrusznikiem oporowym

Rozrusznik oporowy – rodzaj regulowanego opornika dużej mocy włączanego w obwód silnika celem regulacji jego prędkości obrotowej lub rozruchu.
Liczba faz rozrusznika odpowiada liczbie faz silnika. Pozwala to na rozruch poprzez regulację prędkości obrotowej, a głównie momentu obrotowego. Im większa rezystancja rozrusznika tym maksymalny moment obrotowy przesuwa się w kierunku niższych obrotów kosztem strat energii w rozruszniku i znacznym spadku mocy przy obrotach znamionowych. W praktyce stosuje się rozruszniki stopniowe, dające możliwość skokowej zmiany impedancji, przez co silnik pracuje z możliwie dużym momentem obrotowym w całym zakresie obrotów. Po zakończeniu rozruchu uzwojenie wirnika zwiera się odpowiednim przełącznikiem (lub bezpośrednio w rozruszniku).